# 0183
0183 è il prefisso telefonico del distretto di Imperia, appartenente al compartimento di Genova.
Il distretto comprende la parte orientale della provincia di Imperia. Confina con i distretti di Sanremo (0184) a ovest, di Mondovì (0174) a nord e di Albenga (0182) a est.

## Aree locali e comuni
Il distretto di Imperia comprende 35 comuni compresi in 1 area locale, nata dall'aggregazione dei 4 preesistenti settori di Diano Marina, Imperia, Pieve di Teco e San Lorenzo al Mare: Aquila d'Arroscia, Armo, Aurigo, Borghetto d'Arroscia, Borgomaro, Caravonica, Cervo, Cesio, Chiusanico, Chiusavecchia, Cipressa, Civezza, Cosio di Arroscia, Costarainera, Diano Arentino, Diano Castello, Diano Marina, Diano San Pietro, Dolcedo, Imperia, Lucinasco, Mendatica, Montegrosso Pian Latte, Pietrabruna, Pieve di Teco, Pontedassio, Pornassio, Prelà, Ranzo, Rezzo, San Bartolomeo al Mare, San Lorenzo al Mare, Vasia, Vessalico e Villa Faraldi .